# حركة الإنصاف الباكستانية

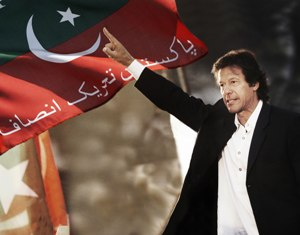
دعاية للحزب

حركة الإنصاف الباكستانية (بالأردية: پاکستان تحريک انصاف) هي حزب سياسي باكستاني. أسسها الكابتن السابق لفريق الكريكت الباكستاني عمران خان يوم 25 أبريل 1996 في لاهور، وصدّق على دستورها مفوّض الانتخابات بلاهور عام 1999. شعارها «إنصاف، إنسانية واعتزاز» (بالأردية: انصاف، انسانیت اور باعث فخر).
حركة الإنصاف الباكستانية هي حزب سياسي باكستاني وسطي والحزب الحاكم الحالي في باكستان. أصبحت حركة الإنصاف الباكستانية الحزب السياسي الرئيسي في باكستان، إلى جانب الرابطة الإسلامية الباكستانية وحزب الشعب الباكستاني، والحزب الأكبر من حيث التمثيل في المجلس الوطني منذ الانتخابات العامة الباكستانية 2018. بانتماء أكثر من 10 ملايين عضو داخل باكستان وخارجها، يدعي أنه أكبر حزب في باكستان من حيث عدد الأعضاء ومن ضمن الأحزاب السياسية الكبرى في العالم.
حقّق الحزب نجاحًا محدودًا بعد تأسيسه مباشرة في عام 1996. فاز خان بمقعد في الانتخابات العامة الباكستانية لعام 2002. قاطع الحزب انتخابات عام 2008 موجهًا الاتهامات بوقوع احتيال في الإجراءات. لكنه انبثق في عام 2013 كحزب رئيسي بأكثر من 7.5 مليون صوت، محتلًا المركز الثاني في عدد الأصوات والثالث في عدد المقاعد التي فاز بها. حشدت حركة الإنصاف الباكستانية الناس في مسيرات بسبب الاضطرابات العامة في قضايا مختلفة وحققت مكاسب كبيرة في أعقاب الانتخابات. في عام 2018 حصل الحزب على 16.9 مليون صوت وهو أكبر عدد من الأصوات يحصل عليه حزب سياسي في تاريخ باكستان حتى ذلك الوقت. شكّل الحزب حكومة باكستان في الائتلاف بخمسة أحزاب أخرى لأول مرة وكان عمران خان رئيسًا للوزراء. يشارك الحزب منذ عام 2020 في الحكومة على المستوى الوطني ويحكم إقليمَي خيبر بختونخوا والبنجاب. وهو أيضًا جزء من الحكومة الائتلافية في بلوشستان ويُعدّ أكبر حزب معارض في السند.
يهدف الحزب رسميًا إلى إنشاء دولة الرفاه الإسلامية، ونبذ التمييز الديني في باكستان. يصف الحزب نفسه بأنه حركة مناهضة للوضع الراهن تدعو إلى الديمقراطية الإسلامية القائمة على المساواة. ويزعم أنه الحزب غير العائلي الوحيد في التيار السياسي الباكستاني. انتقد خصومُ الحزب والمحللون السياسيون الحزبَ لإخفاقه في معالجة مختلف القضايا الاقتصادية والسياسية وإضعاف الاقتصاد. واجه الحزب ردّ فعل عنيفًا بسبب قمعه للمعارضة ومحاولاته تقييد وسائل الإعلام وحرية التعبير.

## التاريخ

### سنوات التأسيس
أسّس عمران خان حركة الإنصاف الباكستانية في 25 أبريل 1996 في لاهور، باكستان. تأسست في البداية كحركة اجتماعية سياسية، وفي يونيو 1996 تشكّلت أول لجنة تنفيذية مركزية لحركة الإنصاف الباكستانية بقيادة عمران خان، والأعضاء المؤسسين نعيم الحق وإحسان رشيد وحفيظ خان وموحد حسين ومحمود عوان ونوشيروان بوركي. بدأت حركة الإنصاف الباكستانية النمو ببطء ولكنها لم تحقق شعبية على الفور. أعلن خان تأسيس حركة الإنصاف الباكستانية مدعيًا أنه حزب يمثل التطلعات الحقيقية للشعب الباكستاني.
وافقت اللجنة التنفيذية المركزية في لاهور على دستور حركة الإنصاف الباكستانية في 24 يناير 1999. ترشح خان للانتخابات الوطنية في أكتوبر 2002، وأصبح عضوًا في البرلمان عن مسقط رأسه، ميانوالي، إلاّ أنه ظلّ ينتقد بشدة النظام السياسي الباكستاني بأكمله الذي اعتبره فاسدًا وغير فعال ويفتقر من الناحية الأخلاقية إلى جميع المبادئ المؤسسة لباكستان. وبدأ احتجاجه بحملة شعبية لرفع مستوى الوعي حول حزبه السياسي.
بعد اغتيال بينظير بوتو في عام 2007 وعودة نواز شريف من منفاه الاختياري في المملكة العربية السعودية، ازدادت الضغوط على الرئيس مشرف لإجراء انتخابات ديمقراطية. انضمت حركة الإنصاف الباكستانية، بالاشتراك مع عدة أحزاب سياسية، إلى الحركة الديمقراطية لجميع الأحزاب التي كانت تعارض استمرار الحكم العسكري. أسفرت الانتخابات العامة التي عُقدت في عام 2008 عن فوز حزب الشعب الباكستاني. في حين قاطعت حركة الإنصاف الباكستانية هذه الانتخابات.
زادت شعبية عمران خان خلال رئاسة آصف علي زرداري وسط استياء من السياسة الداخلية والخارجية للإدارة الحاكمة. تعهّدت حركة الإنصاف الباكستانية بجعل باكستان بلدًا مستقلًا محقّقًا الاكتفاء الذاتي ومتحررًا من الديون والتبعية والخلاف. يناقش رئيس حركة الإنصاف الباكستانية، خان، في كتابه باكستان: تاريخ شخصي بأن النخبة الحاكمة الأنانية والفاسدة، التي تتكون في المقام الأول من السياسيين والزعماء الإقطاعيين والبيروقراطيين العسكريين، دمرت باكستان وجرّتها إلى شفير الهاوية. تؤكد حركة الإنصاف الباكستانية أنها تمثل جميع الباكستانيين بغض النظر عن الخلفيات الدينية والعرقية واللغوية والإقليمية.

### حملة عضوية 2008
أدت حملة العضوية التي أُطلقت في نوفمبر وديسمبر 2008 إلى انضمام 150 ألف شخص إلى الحزب.

## الأهداف والأيديولوجية
تتراءى لأجندة حركة الإنصاف الباكستانية جمهورية إسلامية عصرية تدافع عن رفاهية الأفراد بالتعاون المجتمعي. تريد حركة الإنصاف الباكستانية وضع باكستان على مسار الاستقرار السياسي والوئام الاجتماعي والازدهار الاقتصادي لجميع الطوائف الدينية والعرقية والإثنية.
لدى حركة الإنصاف الباكستانية أجندة لدمج القيم الدينية والاجتماعية التقليدية والتنوع الثقافي والإثني لباكستان في أهداف وتطلعات مشتركة لمجتمع عادل قائم على رؤية محمد إقبال ومحمد علي جناح للثقافة الديمقراطية الإسلامية التي توفر الضمان الاجتماعي والرفاهية وسيادة القانون.
أثّر عمل محمد إقبال في مداولات عمران خان المتعلقة «بالدولة الاجتماعية الإسلامية».
يتضمن البيان الحزبي الرغبة في توفير قيادة تتسم بالمصداقية واستعادة سيادة باكستان السياسية والاقتصادية وإنشاء نظام قوي للمساءلة ومكافحة الفساد.

## الدستور
يمتلك الحزب دستورًا منشورًا يسعى إلى الوحدة والتضامن والعدالة الاجتماعية والازدهار. تُعدّ اللجنة التنفيذية المركزية مجلسه المركزي الرئيسي ومن واجبها مساعدة رئيس الحزب في المهام اليومية للمجلس الوطني ووضع سياسة الحزب وتوجيه الحزب على المستوى الوطني والعمل كسلطة تنفيذية للحزب. رئيس الحزب هو رئيسه وكبير المتحدثين باسمه. واجبه التأكد من أن المنظمة تعمل وفقًا لأهداف الحزب وغاياته على جميع المستويات. ويمكنه تفويض سلطاته للأمين العام أو أي عضو من أعضاء اللجنة التنفيذية المركزية. ويجوز له إيقاف شاغل أي منصب بانتظار اتخاذ إجراء تأديبي. في حال عزل شاغل المنصب أو إيقافه، يجوز لرئيس الحزب تفويض سلطة شاغل هذا المنصب وواجباته لأي عضو آخر في الحزب.
صاغت لجنة برئاسة المحامي ونائب الرئيس الأقدم حامد خان دستورًا جديدًا، ما أدى إلى إنشاء منصبي نائب الرئيس والرئيس.

## التجليات

### الاجتماعية
دعت حركة الإنصاف الباكستانية إلى إحداث إصلاحات اجتماعية واقتصادية وسياسية كبيرة. إن أيديولوجية حركة الإنصاف الباكستانية مستمدة من رؤية العلامة إقبال للديمقراطية الحديثة المتمثلة بالاعتماد على الذات وفقًا للمبادئ الإسلامية. في عام 2011 تعهّدت حركة الإنصاف الباكستانية بإيقاف جميع المساعدات الخارجية إذا وصلت إلى السلطة. وتصرّ حركة الإنصاف الباكستانية على أن الفساد بجميع أشكاله -سواء كانت أخلاقية أو مالية أو روحية- دمر باكستان وبالتالي فإن ثقافة المساءلة والشفافية مطلوبة لاستعادة الثقة في نظام الحكومة. طالبت حركة الإنصاف الباكستانية بالتسامح الديني وبتمثيل أكبر للأقليات. انضم المسيحيون والسيخ والهندوس إلى حركة الإنصاف الباكستانية. وتطرّقت حركة الإنصاف الباكستانية أيضًا لموضوع كبار السن والفقراء والنساء.

### التعليم
تؤمن حركة الإنصاف الباكستانية برفع معايير التعليم في جميع أنحاء البلاد ومحو الأمية للجميع وتعزيز المدارس والكليات. في 20 فبراير 2013 أطلقت حركة الإنصاف الباكستانية سياستها في التعليم مع خطط لإدخال نظام تعليمي موحّد بمنهج واحد للجميع والتعليم باللغة الأم وباللغة الأردية في المدارس الابتدائية، وتدريس اللغة الإنجليزية كمادة. تؤمن حركة الإنصاف الباكستانية بأن المؤسسات التعليمية يجب أن تكون غير مسيّسة وأن تؤول إدارتها إلى مستوى المدينة. يؤمن الحزب بالتدابير الرامية إلى تعزيز محو الأمية لدى البالغين الذين تتراوح أعمارهم بين 15 و 30 سنة وتعليم النساء.

### السياسية
دعت حركة الإنصاف الباكستانية إلى إصلاح شامل للنظام السياسي الحالي في باكستان. تؤمن حركة الإنصاف الباكستانية بإلغاء الإقطاعية والتفاوت الاقتصادي وسوء الإدارة الحكومية. تعهّدت حركة الإنصاف الباكستانية باتخاذ إجراءات صارمة تجاه وحشية الشرطة وإعادة هيكلة الخدمة المدنية وإصلاح النظام الانتخابي وإتاحة سلطة قضائية مستقلة حقًا وتحقيق اللامركزية في سلطة الدولة وإنفاذ القوانين التي توسّع الحرية الشخصية. في 18 أغسطس 2014، أعلن خان أن حركة الإنصاف الباكستانية سوف تتخلى عن جميع مقاعدها التي فازت بها في انتخابات 2013 مدعية أن الانتخابات مزورة. واتّهم رئيسَ الوزراء نواز شريف بنهب الثروة الوطنية وطالب باستقالته. ودعا الشعب إلى الامتناع عن سداد الضرائب وفواتير الخدمات لإجبار الحكومة على الاستقالة. في 22 أغسطس 2014 استقال جميع المشرعين الأربع والثلاثين في حركة الإنصاف الباكستانية من المجلس الوطني.

## الدفاع
اقترحت حركة الإنصاف الباكستانية أن يسيطر المدنيون على القوات المسلحة الباكستانية، وتقدم وكالة الاستخبارات الباكستانية تقاريرها مباشرة إلى رئيس وزراء باكستان، وتمعن الحكومة النظر في ميزانية الدفاع. تعهّد عمران خان بالاستقالة في حال وقوع أي عمل إرهابي من الأراضي الباكستانية بعد هذه الإصلاحات.

### تفجيرات الطائرات من دون طيار
نظّمت حركة الإنصاف الباكستانية احتجاجًا ضد هجمات الطائرات من دون طيار في باكستان في 23 نوفمبر 2013 في بيشاور حيث دعت الحكومةَ الفيدرالية إلى وضع حد لهجمات الطائرات من دون طيار التابعة لوكالة المخابرات المركزية الأمريكية ومنع إمدادات الناتو التي تمر عبر البلاد إلى أفغانستان. «سنمارس الضغوط على أميركا وسيستمر احتجاجنا إذا لم تتوقف هجمات الطائرات من دون طيار». رفضت السفارة الأمريكية التعليق على الاحتجاج الذي أغلق مؤقتًا طريقًا يؤدي إلى أحد معبري الحدود المستخدمَين للشحنات.

### الشؤون الخارجية
تؤمن حركة الإنصاف الباكستانية باتباع سياسة خارجية تقوم على أجندة قومية تصون جميع المصالح الوطنية لباكستان وتعزز تعاونًا إقليميًا أكبر. تعمل حركة الإنصاف الباكستانية على إقامة علاقات أقوى مع الدول المجاورة ولكن ليس على حساب السيادة الوطنية لباكستان أو وحدة أراضيها. ستستعيد حركة الإنصاف الباكستانية سيادة باكستان الاقتصادية والسياسية بالكامل إذا وصلت إلى السلطة وانتقدت باستمرار الحكومة الفيدرالية التي يقودها حزب الشعب الباكستاني لضربها مصالح باكستان الوطنية وطموحاتها الاستراتيجية لإرضاء القوى الدولية.
تأمل حركة الإنصاف الباكستانية أن تكون علاقتها مع الولايات المتحدة قائمة على «الكرامة الذاتية والاحترام». ستوقف حركة الإنصاف الباكستانية جميع المساعدات الخارجية لباكستان. وستولي نزاع كشمير الأولوية القصوى وتحاول حل القضية بشكل دائم لكي لا تدخل باكستان بعد الآن في نزاعات حدودية أو إقليمية مع أي من جيرانها.

## وصلات خارجية
- الموقع الرسمي
- البيان الرسمي